# Haapavesi
Haapavesi [ˈhɑːpɑvɛsi] ist eine Kleinstadt mit 6591 Einwohnern (Stand 31. Dezember 2022) in Finnland. Sie liegt rund 500 Kilometer nördlich der Hauptstadt Helsinki in der Provinz Nordösterbotten.
Die Stadt umfasst neben dem Kirchdorf Haapavesi die Dörfer Ainali, Aittokylä, Alasydänmaa, Humaloja, Karhukangas, Karsikas, Kytökylä, Leppioja, Metsonperä, Mieluskylä, Myllyperä, Ojakylä, Ollala, Salmenniemi, Vaitiniemi, Vatjusjärvi und Vattukylä. Die Gemeinde Haapavesi besteht seit 1866, 1996 wurden ihr die Stadtrechte verliehen. Haapavesi ist Sitz der Verwaltungsgemeinschaft Siikalatva, der sich fünf weitere Gemeinden angeschlossen haben. Die Politik wird von der Zentrumspartei dominiert, die die absolute Mehrheit im Stadtparlament stellt. Haapavesi unterhält Städtepartnerschaften zu Älvsbyn (Schweden), Zatec (Tschechische Republik), Belomorsk (Russland) und Ridala (Estland).
Haapavesi ist in Finnland vor allem als eine Hochburg der traditionellen Kantele-Musik bekannt; jährlich wird in der Stadt ein Folk-Festival veranstaltet.
Die Gegend um Haapavesi ist im Vergleich zur sonst intensiv landwirtschaftlich genutzten Landschaft Österbotten recht reizvoll und ist mit zahlreichen Seen und Sümpfen durchsetzt. Insbesondere der See Ainali besticht durch seinen Vogelreichtum.
Einer der Haupterwerbszweige ist die Torfstecherei; das Abbaugebiet Piipsanneva ist eines der größten Europas. In jüngerer Zeit versucht sich die Stadt als Hochtechnologiestandort zu profilieren. Für die Region ist Haapavesi mit seinem Gymnasium und seiner Berufshochschule als Bildungsstandort von Bedeutung.
In Haapavesi befindet sich ein 327 Meter hoher Sendemast zur Verbreitung von UKW-Hörfunk- und Fernsehprogrammen. Er gehört zu den höchsten Bauwerken Finnlands.

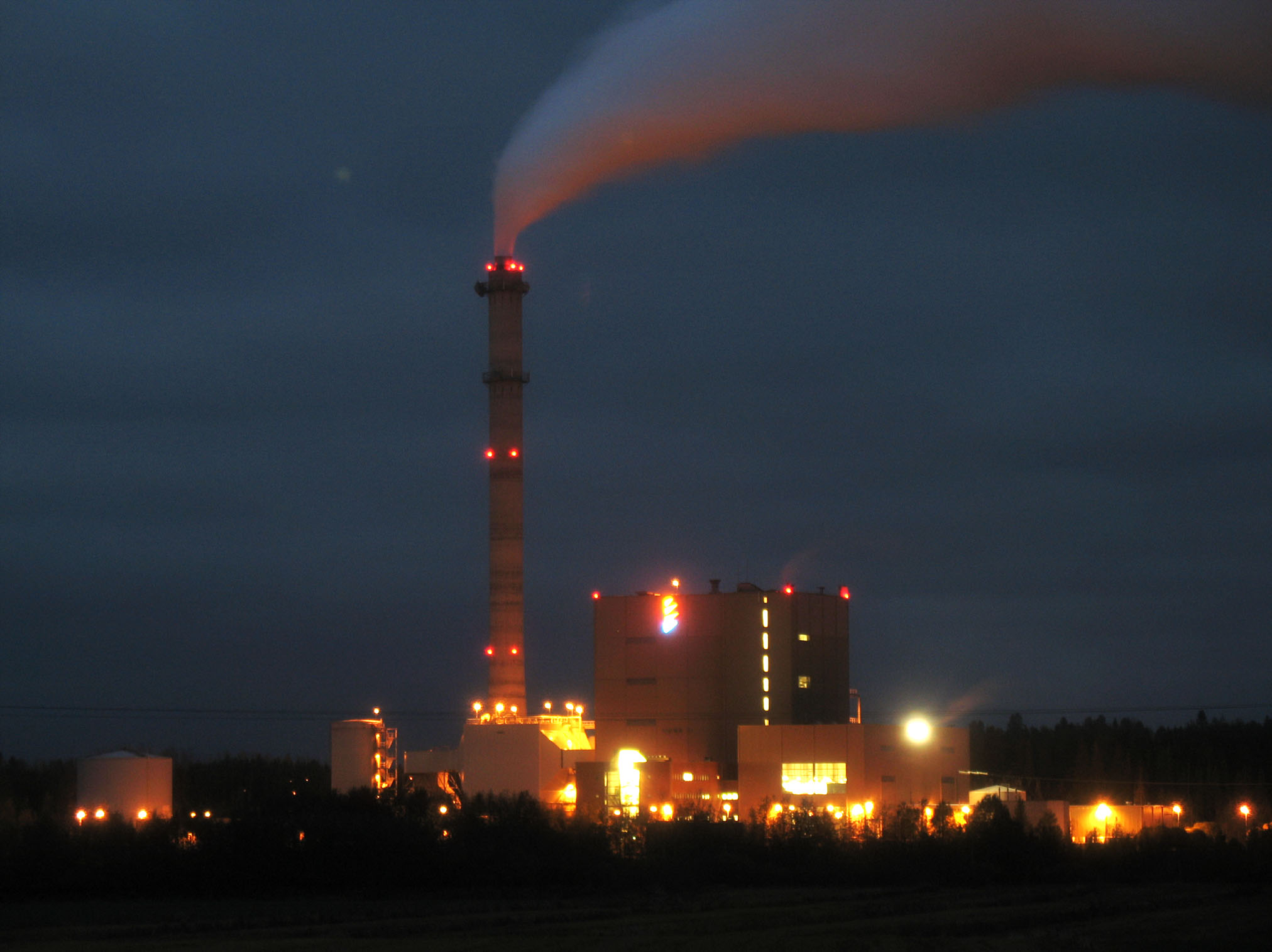
Torfkraftwerk von Haapavesi
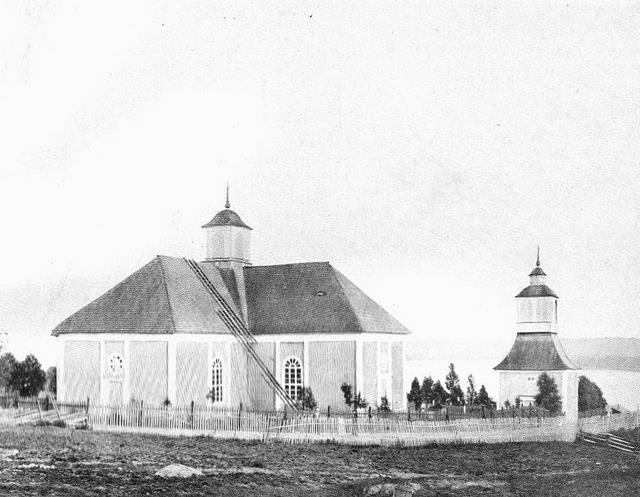
Alte Kirche von Haapaveis (1784 erbaut, 1981 abgebrannt)

## Persönlichkeiten
- Matti Luttinen (1936–2009), Politiker